# Kåbdalis kapell
Kåbdalis kapell är en kyrkobyggnad på orten Kåbdalis i Jokkmokks kommun som hör till Jokkmokks församling.

## Kapellet
Kapellet uppfördes efter ritningar av arkitekt Jan Thurfjell och invigdes den 26 mars 1961. Klockan i den fristående klockstapeln inköptes redan 1950.
Kapellet är byggt av trä och täcks av ett brant plåttäckt sadeltak. Ytterväggarna är klädda med vitmålad träpanel.

## Interiör
Kyrkorummet har väggar klädda med ljusgrå masonit och ett brutet tak klätt med vita masonitskivor. På korväggen finns en målning utförd av Inrid Jövinger.